# 쿡스
쿡스(The Kooks)는 영국 브라이튼 출신의 인디 록 밴드이다.

## 구성원
- 루크 프리차드(Luke Pritchard, 1985년 3월 2일생): 리듬기타, 리드기타, 리드보컬
- 휴 해리스(Hugh Harris, 1987년생 7월 19일생): 리듬기타, 리드기타, 백킹보컬, 키보드
- 알렉시스 누네즈(Alexis Nuñez,): 드럼. 타악기
- 피터 덴튼(Peter Denton 1989년 9월 22일생): 베이스, 백킹보컬

### 전 멤버
폴 게어드(Paul Garred): 드럼 (투어멤버)
댄 로건(Dan Logan): 베이스
맥스 래퍼티(Max Rafferty): 베이스, 백킹보컬

## 역사

### 초기
쿡스는 브라이튼 음악 학교에서 멤버들이 모두 학생이었을때에 결성되었다. 보컬이자 리듬 기타리스트인 루크 프리차드는 당시 베이시스트였던 맥스 래퍼티와 학교 프로젝트를 하고 있었는데, 이것이 밴드 결성의 유래가 되었다. 리드 기타 휴 해리스와 드러머인 폴 게어드가 참여한 후에 그들은 영국 가수 데이비드 보위의 1971년 발표된 앨범인 《Hunky Dory》에 수록된 노래 〈Kooks〉를 따 밴드 이름을 지었다. 버진 레코드가 그 이름을 정식 등록하려 했지만 90년대 후반 같은 이름의 스웨덴 밴드가 싱글을 낸 상태였다.
더 쿡스는 데뷔 EP 음반을 내고 Brighton's Free Butt festival에서 첫 무대를 가진 후 바로 버진 레코드와 정식 계약을 했다. 프리차드는 더 쿡스의 데뷔 앨범 타이틀곡인 〈Naive〉를 그가 15세일 때 이미 써 놓았다. 데뷔 앨범 《Inside In/Inside Out》은 [006년의 절반에 해당하는 기간 동안 영국 차트 20위에 머물렀다. 이 앨범은 1백만장이 넘게 팔렸고 음반 판매량 '플래티넘' 인증을 받았다. 공연 투어 기간 동안 더 쿡스는 채널 4 방송사의 《팝월드》프로그램의 인터뷰를 거절했는데, 이것은 그 프로그램의 진행자인 사이먼 암스텔이 프리차드의 예전 여자친구를 계속적으로 언급했기 때문이다.

## 앨범 목록

### 정규앨범
- Inside In/Inside Out (2006)
- Konk (2008)
- Junk of the Heart (2011)
- Listen (2014)
- Hello, What's Your Name? (2015)
- Let's Go Sunshine (2018)

## 특이사항
한 때 악틱몽키즈와 대립구도를 이루며 제 2의 오아시스와 블러 싸움이라 불리기도 했었다. 보컬인 루크 프리차드는 자신이 악틱몽키즈의 보컬인 알렉스터너를 때렸었다며 ' I had to kick Alex in the face because he was trying to pull the leads out of my guitar pedals while we were on stage.'라는 발언을 했다. 이에 알렉스 터너는 인터뷰에서 자신은 쿡스의 어느 멤버에게도 맞은 적이 없다고 말했다. (둘 중에 한명은 뻥을 치는 것 같다.)